# Armándo Archimandrítis
Armándo Archimandrítis (grec moderne : Αρμάντο Αρχιμανδρίτης), né le 12 août 1986, est un coureur cycliste chypriote.

## Palmarès et résultats

### Palmarès par année
- 2014
  -  Champion de Chypre sur route
- 2016
  -  Champion de Chypre sur route
  - 2e du championnat de Chypre du contre-la-montre
- 2017
  - 3e du championnat de Chypre du contre-la-montre
- 2018
  - 3e du championnat de Chypre sur route
- 2019
  - 2e du championnat de Chypre sur route
- 2020
  - 2e du championnat de Chypre sur route
- 2022
  - 2e du championnat de Chypre du contre-la-montre

### Classements mondiaux
| Année           | 2015   | 2016 | 2017   |
| --------------- | ------ | ---- | ------ |
| UCI Europe Tour | 1 022e | 748e | 1 358e |